# Beanie Feldstein
Pour les articles homonymes, voir Feldstein.
Beanie Feldstein, née Elizabeth Greer Feldstein le 24 juin 1993, est une actrice et chanteuse américaine. Elle est la sœur de Jonah Hill.

## Filmographie

### Au cinéma
- 2016 : Nos pires voisins 2 de Nicholas Stoller
- 2017 : Lady Bird de Greta Gerwig
- 2019 : Booksmart d'Olivia Wilde
- 2019 : How to Build a Girl de Coky Giedroyc
- 2021 : The Humans de Stephen Karam : Brigid
- 2024 : Drive-Away Dolls d'Ethan Coen : Sukie
- 2025 : Honey Don't! d'Ethan Coen
- Années 2040 : Merrily We Roll Along de Richard Linklater : Mary Flynn

### À la télévision
- 2019 : What We Do in the Shadows
- 2021 : American Crime Story: Impeachment  : Monica Lewinsky

## Distinctions

### Nominations
- 2019 : Golden Schmoes Awards de la meilleure révélation féminine de l'année dans une comédie pour Booksmart (2019).
- 2019 : Indiana Film Journalists Association Awards de la meilleure actrice dans une comédie pour Booksmart (2019).
- 2019 : Online Film & Television Association Awards de la meilleure actrice invitée dans une série télévisée comique pour What We Do in the Shadows (2019).
- GALECA: The Society of LGBTQ Entertainment Critics 2020 : Lauréate du Prix de la révélation féminine de l'année.
- 77e cérémonie des Golden Globes 2020 : Meilleure actrice dans une comédie pour Booksmart (2019).
- 2020 : Online Film & Television Association Awards de la meilleure révélation féminine dans une comédie pour Booksmart (2019).

### Récompenses
- CinemaCon 2020 : Lauréate du Prix de la star féminine de demain partagée avec Kaitlyn Dever.
- 2020 : The Queerties de la meilleure performance féminine dans une comédie pour Booksmart (2019).